# Радіонов Борис Васильович
Борис Васильович Радіонов (22 серпня 1937, Єйськ — 30 січня 2022, Київ) — український торакальний хірург, пульмонолог. Доктор медичних наук (1981), професор. Лауреат Державної премії України в галузі науки і техніки (1997), заслужений лікар України (2000). Співзасновник та реалізатор фтизіопульмонологічної та торакальної служб України, напрямку хірургічної пульмонології, модифікував та впровадив у практику низку хірургічних технологій.
Майже пів століття — науковий співробітник Київського науково-дослідного інституту туберкульозу і грудної хірургії імені академіка Ф. Г. Яновського (пізніше — Національний інститут фтизіатрії і пульмонології імені Феофіла Яновського НАМН України; 1965—2012), з яких 26 років — завідувач відділення торакальної хірургії. Понад 20 років — головний торакальний хірург України. Автор понад 400 наукових робіт, близько 30 авторських свідоцтв на винаходи. Учень професорів Миколи Амосова та Григорія Горовенка.

## Життєпис
Народився 22 серпня 1937 року у місті Єйськ, РРФСР. Батько загинув під час німецько-радянської війни.
У 1958 році закінчив Одеське військово-морське медичне училище та одразу ж вступив до Київського медичного інституту. Під час навчання займався у студентському хірургічному гуртку під керівництвом професора Михайла Коломійченка, працював фельдшером у службі «швидкої» допомоги. У 1964 році закінчив інститут, протягом року працював судновим лікарем у Чорноморському морському пароплавстві.
З 1965 року — ординатор, пізніше — науковий співробітник Київського науково-дослідного інституту туберкульозу і грудної хірургії імені академіка Ф. Г. Яновського (пізніше — Національний інститут фтизіатрії і пульмонології імені Феофіла Яновського НАМН України). Серед вчителів Бориса Радіонова — професори Микола Амосов, Григорій Горовенко, Борис Брусиловський, Іван Сліпуха тощо.
У 1972 році здобув науковий ступінь кандидата медичних наук, захистивши дисертацію на тему «Значение гипоксических тренировок в подготовке к пневмоэктомии больных распространенным фиброзно-кавернозным туберкулезом легких». У 1981 році здобув науковий ступінь доктора медичних наук, захистивши дисертацію на тему «Ефективність та оцінка результатів комплексної передопераційної підготовки та хірургічного лікування хворих з хронічними нагніювальними захворюваннями легень».

Надгробок Бориса Радіонова, Байкове кладовище

З 1982 року — завідувач відділення торакальної хірургії інституту туберкульозу і грудної хірургії. Понад 20 років обіймав посаду головного торакального хірурга Міністерства охорони здоров'я України. З 2000 року — заслужений лікар України.
У 2008 році передав посаду завідувача відділення торакальної хірургії своєму учню Ігорю Калабусі, продовжував роботу на посаді провідного наукового співробітника. Через чотири роки вийшов на заслужений відпочинок, протягом десятиліття опублікував низку мемуарів. Помер на 85-му році життя 30 січня 2022 року. Був кремований, прах похований у колумбарії Байкового кладовища (50°25′3.38″ пн. ш. 30°30′13.11″ сх. д. / 50.4176056° пн. ш. 30.5036417° сх. д.).
Син — лікар-косметолог, мануальний терапевт, головний лікар клініки «Медекс» Олександр Радіонов.

## Наукова діяльність
Автор понад 400 наукових робіт, близько 30 авторських свідоцтв на винаходи. Здійснив понад 3500 хірургічних операцій, надав лікарську та консультативну допомогу понад 15 тисячам пацієнтів. Науковий керівник та консультант близько 15 докторів та кандидатів наук. Серед учнів Бориса Радіонова — Ігор Калабуха, Володимир Юхимець, Олег Хмель тощо.
В перші роки роботи в інституті досліджував гемодинаміку малого кола кровообігу та газообміну. Результати роботи увійшли до кандидатської дисертації 1972 року, яку автор виконав практично унікальним серед тогочасних медиків методом — із застосуванням електронно-обчислювальної техніки.
На початку 1970-х років під керівництвом професора Бориса Брусиловського займався питанням хірургічного лікування хворих на неспецифічні запальні захворювання легень. Активно вивчав та впроваджував застосування диметилсульфоксиду для лікування хворих із гнійно-запальними процесами в легенях, сформував фундаментальні аспекти передопераційної підготовки хворих на такі процеси, які стали основою докторської дисертації 1981 року.
Співзасновник та реалізатор фтизіопульмонологічної та торакальної служб України, напрямку хірургічної пульмонології. На посаді завідувача відділення торакальної хірургії разом з колегами здійснив 16 науково-дослідних робіт, впровадив у практику антисептик декаметоксин та низку хірургічних технологій. На посаді головного торакального хірурга МОЗ України організував створення центрів торакальної хірургії у 9 областях України.
Віцепрезидент Асоціації торакальних хірургів України. Член спеціалізованої вченої ради з хірургії Національного медичного університету імені О. О. Богомольця та спеціалізованої вченої ради з пульмонології Інституту фтизіатрії та пульмонології. Відповідальний секретар збірників «Туберкульоз» та «Пульмонологія». Автор низки статей до «Енциклопедії сучасної України».

## Науковий доробок (частковий)
- Вероятностно-статистические методы и ЭВМ в медико-биологических исследованиях: [монография] / Г. Г. Горовенко, Б. В. Радионов [и др.]. — К. : Здоров'я, 1970. — 220 с.
- Значение гипоксических тренировок в подготовке к пневмоэктомии больных распространенным фиброзно-кавернозным туберкулезом легких: диссертация на соискание ученой степени кандидата медицинских наук. / Киев. гос. ин-т усовершенствования врачей. — Киев, 1972.
- Контроль за состоянием центральной и региональной гемодинамики в ранние сроки после операций на легких: Метод. рекомендации / М-во здравоохранения УССР ; [Сост. Брусиловский Б. М., Цырульников В. А., Радионов Б. В., Апостолов В. И.]. — Киев: б. и., 1978. — 13 с.
- Клиника и лечение хронических неспецифических воспалительных заболеваний легких: (Метод. рекомендации) / М-во здравоохранения УССР ; [Сост. Брусиловский Б. М., Радионов Б. В., Апостолов В. И., Шелест Л. Ю.]. — Киев: б. и., 1979. — 24 с.
- Этапное хирургическое лечение больных распространенными формами туберкулеза и неспецифических заболеваний легких: (Метод. рекомендации) / М-во здравоохранения УССР; [Сост. Б. В. Радионов и др.]. — Киев: Б. и., 1988. — 17 с.
- Актуальные вопросы хирургии легких на современном этапе: Тез. докл. IX Укр. науч.-практ. конф. по грудной хирургии (г. Львов, 21-23 нояб. 1990 г.) / [Редкол.: Б. В. Радионов (отв. ред.) и др.]. — Киев: Б. и., 1990. — 187,[1] с., включ. обл.
- Синдром нарушения проходимости верхней полой вены у больного с синдромом хронической медиастинальной компрессии / Б. В. Радионов, Н. С. Опанасенко, А. В. Терешкович, Я. М. Волошин, А. М. Живогляд // Клініч. хірургія. — 2004. — № 3. — С. 52-54.
- Радикальные операции на главных бронхах у больных с культевыми свищами / Радионов Б. В., Савенков Ю. Ф., Мельник В. М., Калабуха И. А. // Дніпропетровськ: РВА «Дніпро — VAL», 2004. — 206 с.
- Интраоперационные осложнения в хирургической фтизиопульмонологии / Б. В. Радионов, Ю. Ф. Савенков, О. В. Хмель и др. // Киев: Пульсары, 2006. — 196 с.
- До профілактики ускладнень при екстраплевральній торакопластиці / І. Д. Дужий, Б. В. Радіонов, О. В. Солодовник // Вісник Сумського державного університету. Серія Медицина. — 2006. — № 8(92). — С. 67-70.
- Торакопластика: монография / Радионов Б. В., Савенков Ю. Ф., Дужий И. Д., Калабуха И. Д., Хмель О. В. // Дніпро-VAL, 2007. — 181 с.
- Воспоминания и размышления торакального хирурга / Радионов Б. В. — К. : [б. и.], 2013. — 195 с.

### Авторські свідоцтва на винаходи (у співавторстві)
- 1994 — «Спосіб профілактики тромбоемболійних ускладнень при хірургічному лікуванні захворювань органів дихання»
- 1994 — «Спосіб профілактики і лікування гіпоксичних станів в експерименті»
- 1994 — «Спосіб профілактики легенево-плевральних ускладнень після операції на легенях»
- 1995 — «Прилад для ушивання органів»
- 1995 — «Спосіб визначення функціонального стану організму»
- 1995 — «Спосіб лікування запальних захворювань легень»
- 1996 — «Ранорозширювач»
- 1997 — «Спосіб хірургічного лікування пострезекційної емпієми плеври з бронхіальною норицею»
- 1997 — «Спосіб профілактики емпієми плеври після пневмонектомії»
- 2000 — «Спосіб лікування бронхіальної нориці після пневмонектомії»
- 2003 — «Спосіб хірургічного лікування новоутворень межистіння»
- 2003 — «Спосіб профілактики гриж межистіння після однобічної пневмонектомії у хворих на туберкульоз та хронічні неспецифічні захворювання легень»
- 2003 — «Спосіб профілактики зміщення органів черевної порожнини однобічної пневмонектомії у хворих на туберкульоз та хронічні неспецифічні захворювання легень»
- 2004 — «Спосіб лікування ексудативного плевриту»
- 2004 — «Спосіб діагностики етіології ексудативного плевриту»
- 2005 — «Спосіб хірургічного лікування хворих на туберкульоз легень»
- 2009 — «Спосіб попередження легенево-плевральних ускладнень хірургічного лікування органів дихання»
- 2011 — «Спосіб попередження легенево-плевральних ускладнень при хірургічному лікуванні хворих на туберкульоз легень»

## Нагороди
- 1997 — Державна премія України в галузі науки і техніки — «за наукове розроблення і створення системи пульмонологічної допомоги в Україні»
- 2000 — заслужений лікар України
- премія Національної академії медичних наук України в галузі клінічної медицини[1]